# La Souris de la faim
Pour plus de détails, voir Fiche technique et Distribution.
La Souris de la faim (The Mouse from H.U.N.G.E.R.) est un cartoon de Tom et Jerry réalisé par Abe Levitow, produit par la Metro-Goldwyn-Mayer sorti en 1967.

## Musique
- Eugene Poddany